# Zatyle
Zatyle [pronunciación en polaco: /zaˈtɨlɛ/] es una aldea en el distrito administrativo de Gmina Lubycza Królewska, dentro del condado de Tomaszów Lubelski, voivodato de Lublin, en el este de Polonia, cerca de la frontera con Ucrania. Se encuentra a unos 12 kilómetros al sureste de Tomaszów Lubelski y 119 kilómetros al sureste de la capital regional Lublin.
El pueblo tiene una población de 280.